# Eckskopf
Eckskopf är ett berg i Österrike.   Det ligger i distriktet Bludenz och förbundslandet Vorarlberg, i den västra delen av landet, 500 km väster om huvudstaden Wien. Toppen på Eckskopf är 1 773 meter över havet, eller 33 meter över den omgivande terrängen. Bredden vid basen är 0,11 km.
Terrängen runt Eckskopf är bergig söderut, men norrut är den kuperad. Närmaste större samhälle är Feldkirch, 10,8 km nordväst om Eckskopf. 
I omgivningarna runt Eckskopf växer i huvudsak blandskog. Runt Eckskopf är det ganska glesbefolkat, med 47 invånare per kvadratkilometer.